# Тугузлы
Тугузлы (баш. Туғыҙлы) — село в Кигинском районе Республики Башкортостан Российской Федерации. Входит в состав Арслановского сельсовета.

## География

### Географическое положение
Расстояние до:
- районного центра (Верхние Киги): 16 км,
- ближайшей ж/д станции (Сулея): 29 км.

## История
Административный центр упразднённого в 2008 году Тугузлинского сельсовета.

## Население
| 2002 | 2009 | 2010 |
| ---- | ---- | ---- |
| 584  | ↗587 | ↘507 |

Национальный состав
Согласно переписи 2002 года, преобладающие национальности — татары (60 %), башкиры (38 %).

## Религия
В селе есть мечеть.